# Licuala peekelii
Licuala peekelii är en enhjärtbladig växtart som beskrevs av Carl Karl Adolf Georg Lauterbach. Licuala peekelii ingår i släktet Licuala och familjen Arecaceae. Inga underarter finns listade i Catalogue of Life.